# 道烏灣·巴加里努克
道烏灣·巴加里努克（1921年6月6日—2001年3月11日），漢名包春琴，排灣族土坂大頭目，與族人遷到台東縣達仁鄉土坂村後，依然維護排灣族的五年祭等習俗。

## 生平
漢名「包春琴」的道烏灣（Tauwan）生於1921年6月6日，生於巴力分愛（Palivengai）。她祖父是領屏東縣古樓、大谷及台東縣森永、加津林等九個部落的大頭目。
12歲時，道烏灣隨父母從大武山大谷社遷居到達仁鄉土坂村。約15歲時，她以長女身分接任巴加里努克（Patjaljinuk）、卡加日坂（katjarepan）、答鹿答旦日（Tjinerhalj）家族的聯合大頭目。因作為巴加里努克家族頭目的祖輩在大谷社、古樓社等地聯婚，她順理繼承了另外兩家族的領導地位。族人不直接呼其名，而以「馬乍乍伊樣」稱呼女頭目。她也繼承了作為一尊長240公分、作為傳世信物的祖靈柱。
戰後，道烏灣成為鄉內第一位女性民意代表，還是部落中接生最多的助產士。道烏灣兒子包世晶表示，隨著社會環境改變，台灣部分原住民不再向頭目納貢，但土坂仍保有納貢及巫婆、祭司、男覡、策士家臣制度等習俗，這也是她母親日後獲得民族藝術薪傳獎的原因之一。
過去，排灣族舉行五年祭時，需出草獵人頭以供刺球活動用，近代才改用籐製。1970年代，道烏灣大力鼓吹族人恢復原先遭日本政府禁止舉辦的五年祭。在舉行祭祀大典當天，道烏灣會與古進香、陳枝仔先在土坂村55號的祖靈屋作法邀請大武山的遠祖來土坂村暫居，然後象徵性帶領祖靈來到土坂國小操場舉行搶刺球。1983年，中央研究院民族學研究所得知土坂村有五年祭，便由胡台麗、蔣斌等人組織研究小組，於10月16日到26日到土坂村拍攝，至1984年10月20日影片以「神祖之靈歸來」之名公開放映。1986年11月12日，道烏灣在台北市社教館獲頒第二屆民族藝術薪傳獎個人獎。對於獲獎，包春琴認為她是頭目，這是她份內應盡的義務、責任。像是獅子鄉內文村排灣族人在1934年舉行過五年祭後，中斷多年未祭，最後只剩九旬的黃水秀、朱振中懂得這祭祀。
到2000年時，行走不便的道烏灣已經有廿幾年未回到大武山區故鄉。該年4月2日，道烏灣恢復已中斷近三十年的毛蟹祭。同年5月30日，因土坂國小校長郭瑞鎮帶領村內學童回大武山祖居尋根，道烏灣泛著淚水、雙手緊握這位來自西部縣市的漢人校長，不斷地以日語「阿里阿多」（ありがとう）稱謝，並親自主持祈福儀式。
2001年3月11日，道烏灣因中風不治。達仁鄉和鄰近部落族人為念其貢獻，治喪十天中停止所有的娛樂活動以示追悼。2003年4月19日，道烏灣長女包秀美繼承大頭目。